# Fünfeckiger Stein
Der Fünfeckige Stein ist ein Grenzstein im nördlichen Niederösterreich, der sechs Grundstücke, fünf Katastralgemeinden, vier politische Gemeinden, zwei Verwaltungsbezirke sowie zwei Viertel begrenzt.

## Beschreibung
Der Grenzstein ist ca. 1,30 m hoch und entsprechend der Winkel an den fünf Katastralgemeinden als unregelmäßiges Fünfeck ausgeführt. An den Seiten trägt er als Inschrift die Katastralgemeinden, namentlich Feuersbrunn, Engabrunn, Etsdorf, Straß und Gösing. Weiters trägt der Stein auf der Seite Straß mehrere Jahreszahlen: Auf Grundstücken zweier verschiedener Herrschaften liegend, fand man am 17. Februar 1676 Lorenz Altman und seinen Sohn aus Kleinweikersdorf erschlagen auf. Der Streit darüber, welche Herrschaft die Toten übernehmen möge, löste vermutlich die Setzung des Fünfeckigen Steines aus. Laut Gerichtsprotokoll der Gemeinde Etsdorf wurde dieser Grenzstein am 14. Mai 1678 aufgestellt. Renoviert wurde der Stein 1768 und 1998. Hinter dem Fünfeckigen Stein befindet sich auf einem Steinsockel das Pichlerkreuz, das von 1906 bis 1984 sogar auf dem Grenzstein montiert war.